# 水口浦站
水口浦站（韓語：수구포역）是朝鮮民主主義人民共和國咸镜北道稳城郡的一個鐵路車站，属于咸北线。

## 邻近车站
咸北线
江岸里站 - 水口浦站 - 江阳站